# Historia del uniforme del Houston Dynamo
La indumentaria del Houston Dynamo es camiseta anaranjada, pantaloneta anaranjada y medias anaranjadas. Como resultado, el apodo más común del equipo es «The Orange Crush» (El Anaranjado Querido). También se conoce como «The Dynamo» (El Dinamo). Su mascota es un «Zorro» llamado "Dynamo Diesel", esto debido a que va en conjunto con los colores tradicionales del club. Actualmente el Houston es el principal asociado publicitario, y el actual titular de los derechos de la camiseta es MD Anderson Cancer Center, el proveedor es la multinacional alemana, Adidas.

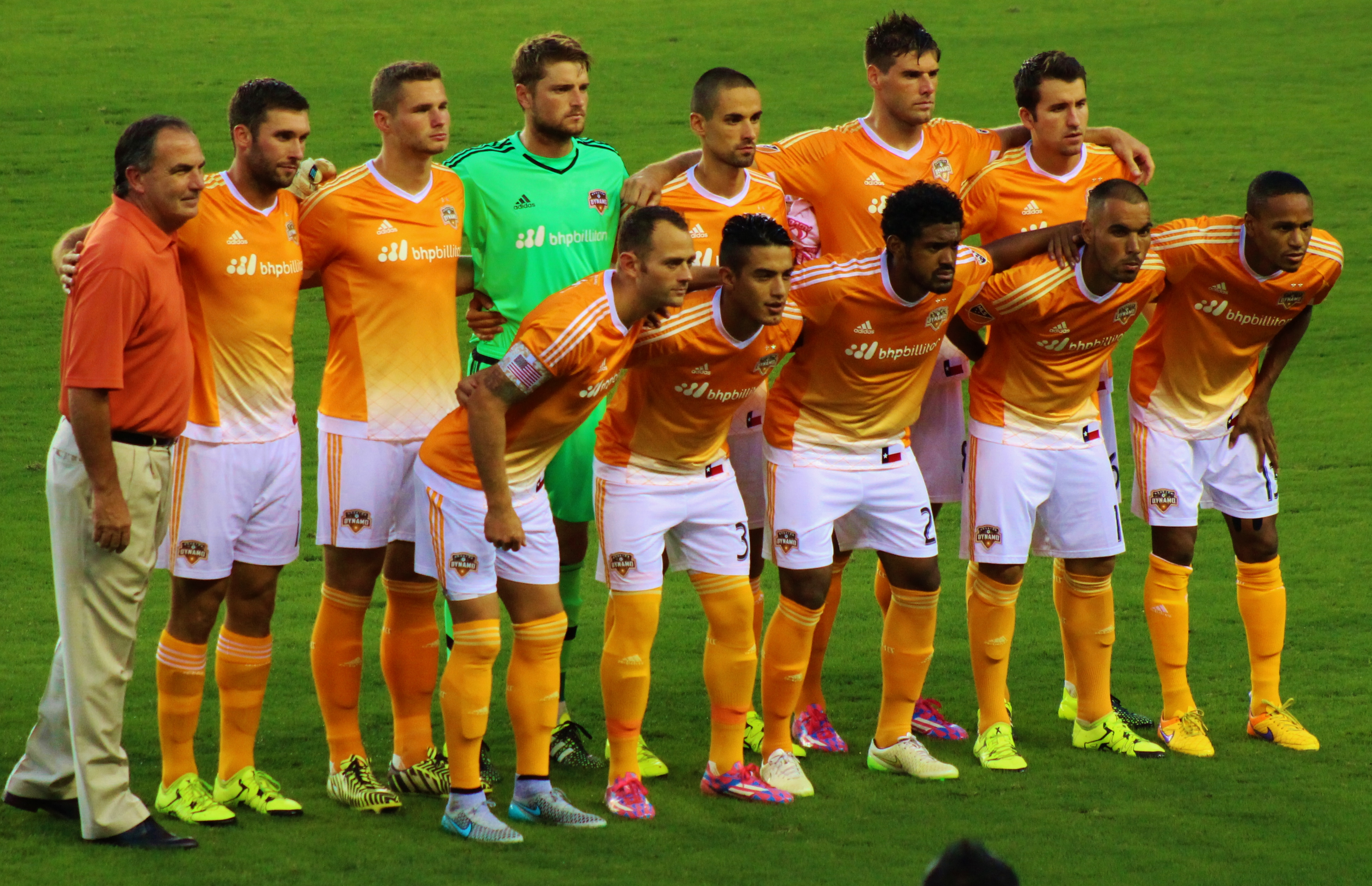
Uniformes de Houston para la temporada 2015-16.

## Historia y evolución
- Marca deportiva actual: Adidas.
- Uniforme titular: Camiseta anaranjada, pantaloneta anaranjada y medias anaranjadas.
- Uniforme alternativo: Camiseta negra con detalles anaranjados, pantaloneta negra y medias negras.

### Proveedores y patrocinadores
| Período   | Proveedor | Patrocinador (pecho) | Rama              | Patrocinador (manga)   | Rama      |
| --------- | --------- | -------------------- | ----------------- | ---------------------- | --------- |
| 2006–2007 | Adidas    | ——                   | ——                | Ninguno                | Ninguno   |
| 2007–2010 | Adidas    | Amigo Energy         | Electricidad      | Ninguno                | Ninguno   |
| 2011–2012 | Adidas    | Greenstar            | ——                | Ninguno                | Ninguno   |
| 2013      | Adidas    | ——                   | ——                | Ninguno                | Ninguno   |
| 2014–2017 | Adidas    | BHP Billiton         | Metales y Minería | Ninguno                | Ninguno   |
| 2018      | Adidas    | ——                   | ——                | Ninguno                | Ninguno   |
| 2019–     | Adidas    | MD Anderson          | Especialista      | Kroger (2020—presente) | Minorista |

Los colores oficiales del escudo de Houston son el anaranjado, el negro y detalles en celeste. La estrella en el escudo es una adopción, probablemente un guiño a la bandera de Houston, Texas o al concepto de escudo "Houston 1836". También conserva el balón de fútbol con la estrella en el medio del escudo "1836", a través de una sombreada línea delgada celeste. Con el triunfo de la Copa MLS 2006, se agregó una estrella sobre el escudo en 2008, después de usar el scudetto en 2007. Desde que ganaron la Copa MLS nuevamente en 2007, usaron el scudetto por segundo año consecutivo en 2008. En consecuencia, una estrella requerida se agregó al escudo en 2009 por la victoria de la liga estadounidense de 2007. El Houston Dinamo siempre ha usado una camiseta anaranjada como vestimenta titular adornada con tres franjas negras o blancas sobre el hombro. En ocasiones, la primera vestimenta ha presentado mínimos detalles celestes para incorporar a la Ciudad de Houston. La camiseta anaranjada ha estado acompañada principalmente de pantalones cortos blancos, excepto en ocasiones en las que el equipo ha vestido completamente naranja.  Adidas ha sido la única marca de uniformes usada en la historia del club debido al acuerdo del fabricante alemán con Major League Soccer.
Durante sus primeras 10 temporadas, el Houston vistió una camiseta blanca como parte de su vestimenta alternativa. La camiseta blanca ha ido acompañada de pantaloneta anaranjada o blanca. En 2016, el club introdujo un uniforme completamente negro como su uniforme alternativo. Además, también presentó un uniforme totalmente anaranjado, con —un tono diferente de anaranjado—, como tercer uniforme durante las temporadas 2012 y 2013.
El primer patrocinador de la camiseta del Dinamo fue Amigo Energy, anunciado como un patrocinio de cuatro años y $ 7.5 millones. El equipo debutó con sus nuevos uniformes patrocinados en una victoria en casa sobre su rival FC Dallas el 19 de agosto de 2007, y eligió a la compañía de energía como patrocinador hasta el final de la temporada 2010. Antes del inicio de la temporada 2011, Greenstar Recycling fue anunciado como el segundo patrocinador de camisetas en la historia del club.  El acuerdo con Greenstar era un contrato de tres años, con dos años de opción, por valor de $ 12,7 millones y los convirtió en el socio de reciclaje del club antes de mudarse al Estadio BBVA el año siguiente. Después de ser comprado por Waste Management en febrero de 2013, Greenstar pidió que termine su patrocinio y el Dynamo jugó con un jersey en blanco durante la temporada 2013. La gigante petrolífera BHP Billiton firmó como el tercer plano de camiseta del club en 2014, en un acuerdo que también incluyó patrocinar el Houston Dash. El Houston jugó sin patrocinador de camiseta para la temporada 2018. Antes de la temporada 2019, el Dinamo anunció su nuevo patrocinador sería MD Anderson Cancer Center.

## Evolución cronológica

### Titular
| 2006 | 2007–08 | 2009–10 | 2011–12 | 2013–14 | 2015–16 | 2017–18 | 2019–20 |

| 2006 | 2007–08 | 2009–10 | 2011–12 | 2013–14 | 2015–16 | 2017–18 | 2019–20 |

| 2006 | 2007–08 | 2009–10 | 2011–12 | 2013–14 | 2015–16 | 2017–18 | 2019–20 |

| 2006 | 2007–08 | 2009–10 | 2011–12 | 2013–14 | 2015–16 | 2017–18 | 2019–20 |

### Alternativo
| 2006  | 2007–08 | 2009–10 | 2011–12 | 2013 | 2014–15 | 2016–17 | 2018–19 |
| 2020- |         |         |         |      |         |         |         |

| 2006  | 2007–08 | 2009–10 | 2011–12 | 2013 | 2014–15 | 2016–17 | 2018–19 |
| 2020- |         |         |         |      |         |         |         |

| 2006  | 2007–08 | 2009–10 | 2011–12 | 2013 | 2014–15 | 2016–17 | 2018–19 |
| 2020- |         |         |         |      |         |         |         |

| 2006  | 2007–08 | 2009–10 | 2011–12 | 2013 | 2014–15 | 2016–17 | 2018–19 |
| 2020- |         |         |         |      |         |         |         |

### Tercero
| 2012 | 2012–13 |

| 2012 | 2012–13 |

| 2012 | 2012–13 |

| 2012 | 2012–13 |

### Arquero
| 1° (2009-10) | 2° (2009-10) | 3° (2009-10) | 1° (2011-12) | 2° (2011-12) | 3° (2011-12) | 1° (2013-14) | 2° (2013-14) |
| 3° (2013-14) | 4° (2013-14) | 1° (2014-15) | 2° (2014-15) | 3° (2014-15) | 4° (2014-15) | 1° (2015-16) | 2° (2015-16) |
| 3° (2015-16) | 4° (2015-16) | 1° (2016-17) | 2° (2016-17) | 3° (2016-17) | 4° (2016-17) | 1° (2017-18) | 2° (2017-18) |
| 3° (2017-18) | 4° (2017-18) | 1° (2018-19) | 2° (2018-19) | 3° (2018-19) | 4° (2018-19) | 1° (2019-20) | 2° (2019-20) |
| 3° (2019-20) | 4° (2019-20) | 1° (2020-21) | 2° (2020-21) | 3° (2020-21) |              |              |              |

| 1° (2009-10) | 2° (2009-10) | 3° (2009-10) | 1° (2011-12) | 2° (2011-12) | 3° (2011-12) | 1° (2013-14) | 2° (2013-14) |
| 3° (2013-14) | 4° (2013-14) | 1° (2014-15) | 2° (2014-15) | 3° (2014-15) | 4° (2014-15) | 1° (2015-16) | 2° (2015-16) |
| 3° (2015-16) | 4° (2015-16) | 1° (2016-17) | 2° (2016-17) | 3° (2016-17) | 4° (2016-17) | 1° (2017-18) | 2° (2017-18) |
| 3° (2017-18) | 4° (2017-18) | 1° (2018-19) | 2° (2018-19) | 3° (2018-19) | 4° (2018-19) | 1° (2019-20) | 2° (2019-20) |
| 3° (2019-20) | 4° (2019-20) | 1° (2020-21) | 2° (2020-21) | 3° (2020-21) |              |              |              |

| 1° (2009-10) | 2° (2009-10) | 3° (2009-10) | 1° (2011-12) | 2° (2011-12) | 3° (2011-12) | 1° (2013-14) | 2° (2013-14) |
| 3° (2013-14) | 4° (2013-14) | 1° (2014-15) | 2° (2014-15) | 3° (2014-15) | 4° (2014-15) | 1° (2015-16) | 2° (2015-16) |
| 3° (2015-16) | 4° (2015-16) | 1° (2016-17) | 2° (2016-17) | 3° (2016-17) | 4° (2016-17) | 1° (2017-18) | 2° (2017-18) |
| 3° (2017-18) | 4° (2017-18) | 1° (2018-19) | 2° (2018-19) | 3° (2018-19) | 4° (2018-19) | 1° (2019-20) | 2° (2019-20) |
| 3° (2019-20) | 4° (2019-20) | 1° (2020-21) | 2° (2020-21) | 3° (2020-21) |              |              |              |

| 1° (2009-10) | 2° (2009-10) | 3° (2009-10) | 1° (2011-12) | 2° (2011-12) | 3° (2011-12) | 1° (2013-14) | 2° (2013-14) |
| 3° (2013-14) | 4° (2013-14) | 1° (2014-15) | 2° (2014-15) | 3° (2014-15) | 4° (2014-15) | 1° (2015-16) | 2° (2015-16) |
| 3° (2015-16) | 4° (2015-16) | 1° (2016-17) | 2° (2016-17) | 3° (2016-17) | 4° (2016-17) | 1° (2017-18) | 2° (2017-18) |
| 3° (2017-18) | 4° (2017-18) | 1° (2018-19) | 2° (2018-19) | 3° (2018-19) | 4° (2018-19) | 1° (2019-20) | 2° (2019-20) |
| 3° (2019-20) | 4° (2019-20) | 1° (2020-21) | 2° (2020-21) | 3° (2020-21) |              |              |              |